# Dubina (potok)
Dubina je menší vodní tok v Českém středohoří, levostranný přítok Labe v okrese Ústí nad Labem v Ústeckém kraji. Potok měří méně než jeden kilometr.

## Průběh toku
Potok pramení na okraji Dubic, části Řehlovic, v nadmořské výšce 315 metrů a teče východním až jihovýchodním směrem. Na potoce se nachází soustava čedičových vodopádů s průtokem 10 l/s. Před ústím potok podtéká levobřežní železniční trať spojující Lovosice s Ústím nad Labem a silnici I/30. Dubina se v Dolních Zálezlech zleva vlévá do Labe v nadmořské výšce 143 metrů.